# Joe Satriani (álbum)
Joe Satriani es el sexto álbum de estudio del solista Joe Satriani.

## Lista de temas
Todas las canciones fueron compuestas por Joe Satriani.
1. "Cool #9" – 6:00
2. "If" – 4:49
3. "Down, Down, Down" – 6:13
4. "Luminous Flesh Giants" – 5:56
5. "S.M.F." – 6:42
6. "Look My Way" – 4:01
7. "Home" – 3:26
8. "Moroccan Sunset" – 4:21
9. "Killer Bee Bop" – 3:49
10. "Slow Down Blues" – 7:23
11. "(You're) My World" – 3:56
12. "Sittin' 'Round" – 3:38

## Personal
- Joe Satriani - guitarra rítmica y primera guitarra, dobro, arpa, guitarra slide, bajo, lap steel, voz
- Andy Fairweather Low - guitarra rítmica
- Manu Katché, Ethan Johns, Jeff Campitelli - batería
- Nathan East, Matt Bissonette - bajo
- Greg Bissonette - percusión
- Eric Valentine - piano

- Datos: Q1753358